# Bremerhaven
Bremerhaven is een havenstad in het noorden van Duitsland. De stad vormt met de 53 km zuidelijker gelegen grotere stad Bremen de deelstaat Vrije Hanzestad Bremen. Bremerhaven telt 113.557 inwoners. Bestuurlijk is Bremerhaven een kreisfreie Stadt.

## Geschiedenis

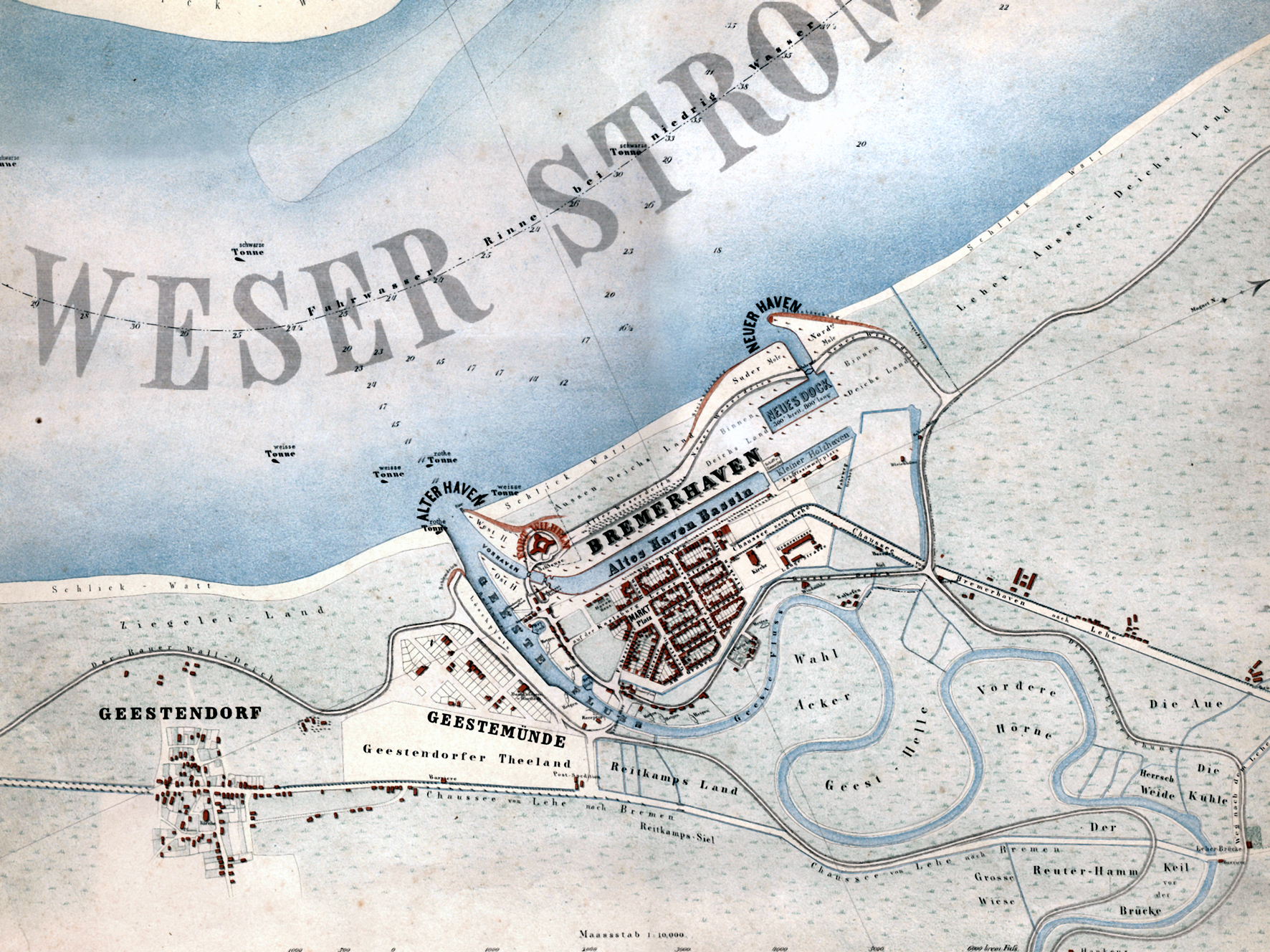
Kaart Bremerhaven in 1849

Vóór 1800 lagen hier onder andere de dorpen Lehe en Speckenbüttel. Dit laatste dorp, in het noorden van de huidige stad, ontleent zijn naam aan het feit, dat het een oud boerendorp (Büttel) was in een moerassig veengebied; de boerderijen waren met elkaar verbonden door houten knuppelwegen, die in Noord-Duitse dialecten Specken worden genoemd. Door bombardementen in de Tweede Wereldoorlog en haven- en stadsuitbreidingen is van de oude dorpen nog maar weinig overgebleven.
Het grondgebied van het oorspronkelijke Bremerhaven komt niet overeen met het huidige grondgebied van de stad met die naam. Bremerhaven behoorde tot de stad Bremen. In 1924 werden de aangrenzende Pruisische steden Lehe en Geestemünde en enige omliggende dorpen samengevoegd onder de naam Wesermünde. Naar aanleiding van plannen om Wesermünde en Bremerhaven samen te voegen (en aldus Bremerhaven van Bremen los te maken) eiste Bremen dat een deel van Bremerhaven – het deel met de zeehaven – bij Bremen zou blijven. Dit Stadtbremisches Überseehafengebiet Bremerhaven is tot op heden een gemeentelijke exclave van Bremen in het stadsgebied van Bremerhaven. Het andere deel van Bremerhaven, later Oud-Bremerhaven genoemd, werd in 1939 bij Wesermünde gevoegd. Slechts het bij Bremen horende havengebied werd met de naam Bremerhaven aangeduid, precies dat gebied wat er tegenwoordig juist buiten valt. Na de Tweede Wereldoorlog werd Wesermünde bij de deelstaat Bremen ingedeeld en in 1947 werd de stadsnaam van Wesermünde gewijzigd in Bremerhaven.
In 1900 hield de Duitse keizer Wilhelm II zijn beruchte Hunnenrede in Bremerhaven.
In 2010 nam Bremerhaven van de zuidelijke buurgemeente Loxstedt de aan de Wezer gelegen Große Luneplate over, ter uitbreiding van de havens.

## Geografie

Situering van de 9 stadsdelen van Bremerhaven
Exclaves en enclaves van de stad en deelstaat Bremen en de stad Bremerhaven

Bremerhaven ligt aan de monding van de Wezer in de Noordzee en van de monding van de Geeste in de Wezer. Het stadgebied heeft een lengte van 17 km en een breedte van 8 km. Bremerhaven vormt samen met het tot de stad Bremen behorende stadsdeel Stadtbremisches Überseehafengebiet Bremerhaven een exclave van de Duitse deelstaat Vrije Hanzestad Bremen. Een klein gebied in het noordoosten van de stad, behorend tot de wijk Fehrmoor, is een exclave van de stad Bremerhaven en daarmee eveneens een exclave van de deelstaat.
Buurgemeenten zijn in het noorden de stad Langen, in het oosten de gemeente Schiffdorf en in het zuiden de gemeente Loxstedt. Aan de overzijde van de Wezer ligt het Ortsteil Blexen van de gemeente Nordenham, dat per veerpont met de stad is verbonden.

## Economie

### Haven

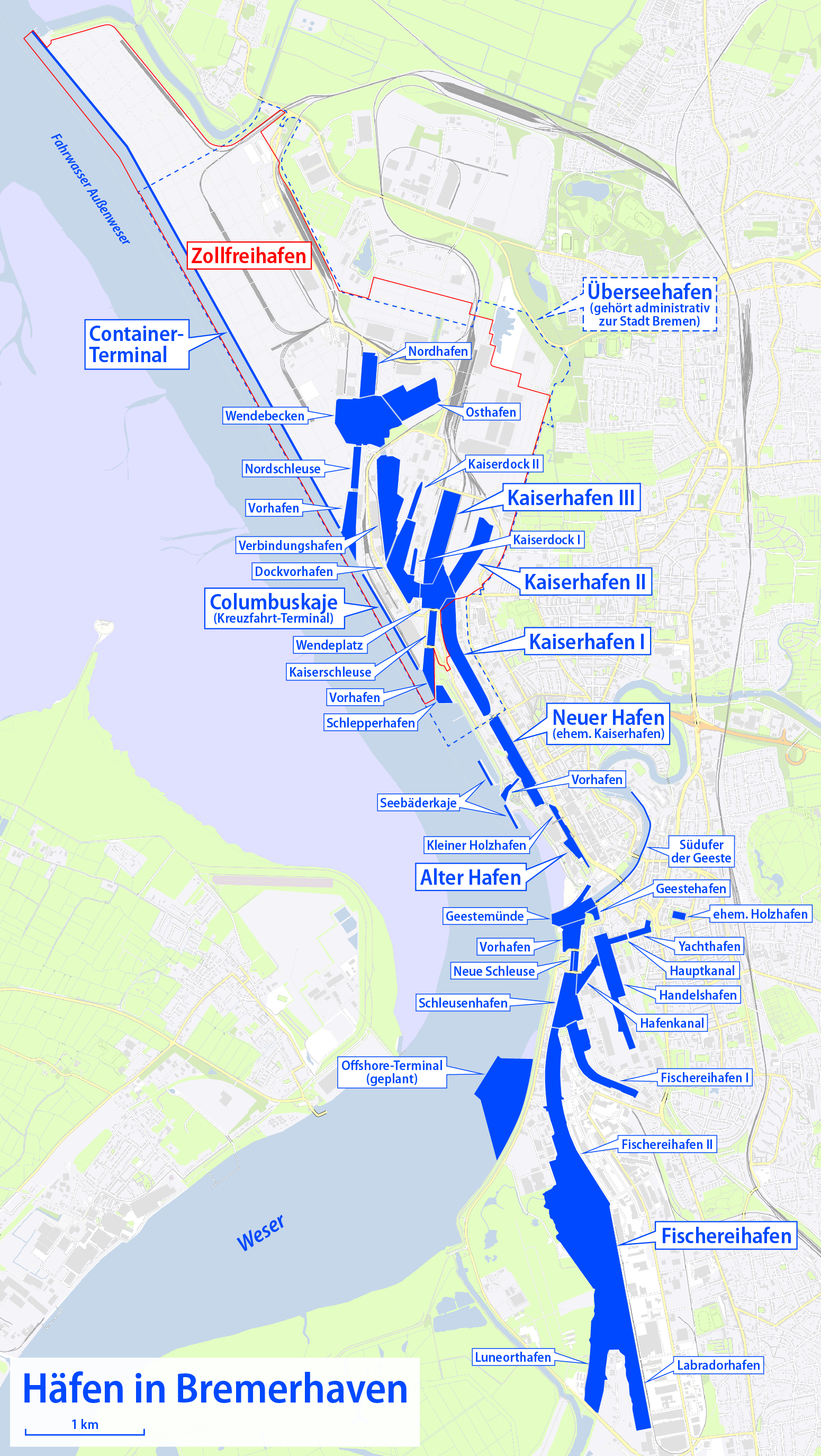
Kaart van de haven van Bremerhaven

Begin 19e eeuw werd Bremerhaven een belangrijke havenplaats. Bremen was verbonden met de Noordzee via de Wezer, maar deze verzandde waardoor schepen de haven steeds moeilijker konden bereiken. In 1827 kocht de stad land en in 1830 kwam de eerste haven gereed, de Alte Hafen. De groei ging door en snel volgde de veel grotere Neue Hafen. Beide havens lagen achter een schutsluis zodat schepen geen last hadden van het getij. Bremerhaven ontwikkelde zich als belangrijke vertrekhaven voor emigranten. In 1857 werd de Norddeutscher Lloyd opgericht met het hoofdkantoor in Bremen, maar met het zwaartepunt van de activiteiten in Bremerhaven. Aan het einde van de 19e eeuw volgde de Kaiserhafen I tot en met III achter de zeer grote Kaiserschleuse. Dit deel van de haven wordt nu vooral gebruikt voor de in- en uitvoer van voertuigen. In 2013 werden 2,2 miljoen voertuigen verwerkt, waarvan 1,75 miljoen geëxporteerd. Van recentere datum zijn de containerterminals direct aan de Wezer. De kade voor containerschepen is bijna 5000 meter lang en biedt ruimte aan 14 schepen. In 2013 werden hier circa 6 miljoen containers overgeslagen.

## Bezienswaardigheden
- Klimahaus Bremerhaven 8° Ost is een wetenschappelijke tentoonstelling.[1] Het biedt de bezoekers de mogelijkheid om een virtuele reis rond de wereld te maken langs de lengtegraad die ook door Bremen is getrokken. De expositie biedt veel informatie over het klimaat en klimaatverandering. Het is gelegen aan de Alter Hafen.
- Het Deutsche Schiffahrtsmuseum werd in 1975 voor het publiek geopend. In het museum ligt een kogge gebouwd in 1380. Deze schepen konden veel lading vervoeren, hetgeen ten koste ging van de snelheid en manoeuvreerbaarheid, en werden veel gebruikt in de 14e en 15e eeuw. Dit schip werd in 1962 gevonden en werd in 2000 voor het eerst in het museum aan het publiek tentoongesteld. In de buitenhaven liggen diverse schepen, waaronder de walvisjager Rau IX, die open zijn voor het publiek.
- In de haven ligt de onderzeeboot Wilhelm Bauer (ex U 2540). Het is een type XXI U-boot van de Duitse Kriegsmarine. De onderzeeboot kwam in februari 1945 gereed. De U-boot is nooit ingezet en werd moedwillig door de eigen bemanning tot zinken gebracht aan het einde van het Tweede Wereldoorlog. In juni 1957 werd het gelicht en opgeknapt en heeft van 1960 tot 1980 dienstgedaan bij de marine. Nu is het een museumschip en het is de enige onderzeeboot van dit type die is behouden. Hij is ruim 76 meter lang en bijna 7 meter breed en heeft een waterverplaatsing van 1620 ton en 1820 ton geheel onder water.
- Het Deutsches Auswandererhaus geeft een overzicht van de emigratie van Duitsers en Oost-Europeanen van Bremerhaven naar de Verenigde Staten in de 19e eeuw. Het museum bestaat sinds 2005 en ligt aan de nieuwe haven.
- Het Historische Museum Bremerhaven, aan de Geeste, heeft in zijn collectie o.a. de schat van 57, 14e- en 15e-eeuwse, zilveren munten, die in 2002 bij de restauratie van de 11e-eeuwse Dionysiuskerk in Wulsdorf werden ontdekt. Ook het in een markant gebouw ondergebrachte depot van dit museum staat aan de Geeste.
- De Bürgermeister-Smidt-Gedächtniskirche, ook wel bekend als Grosse Kirche. De kerk is gebouwd in 1827.
- De Christuskerk in het stadsdeel Bremerhaven-Geestemünde.
- Aan de randen zijn, o.a. te Wulsdorf[2], nog enige oude vakwerkboerderijen en dorpskerken[3] bewaard gebleven.

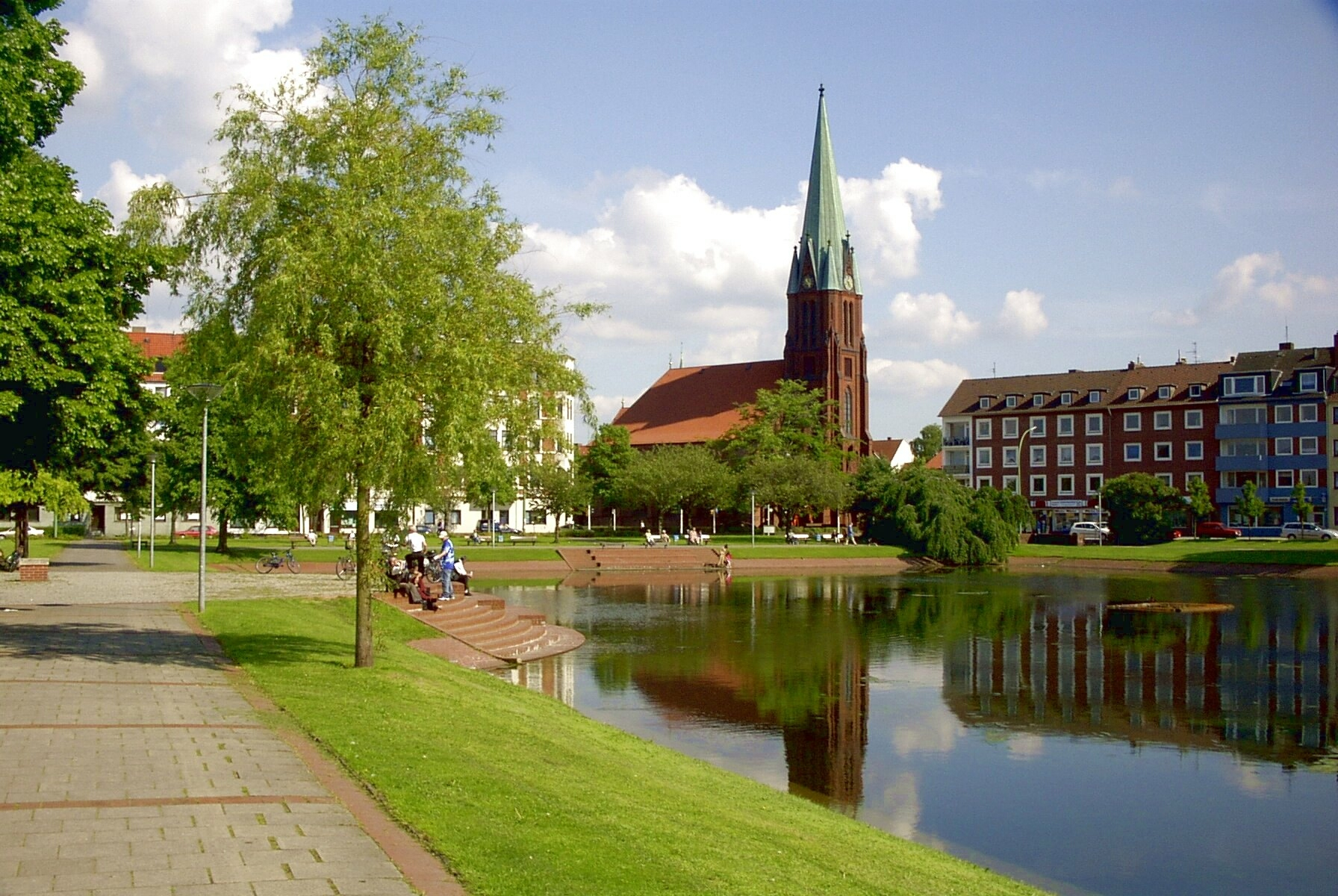
Holzhafen
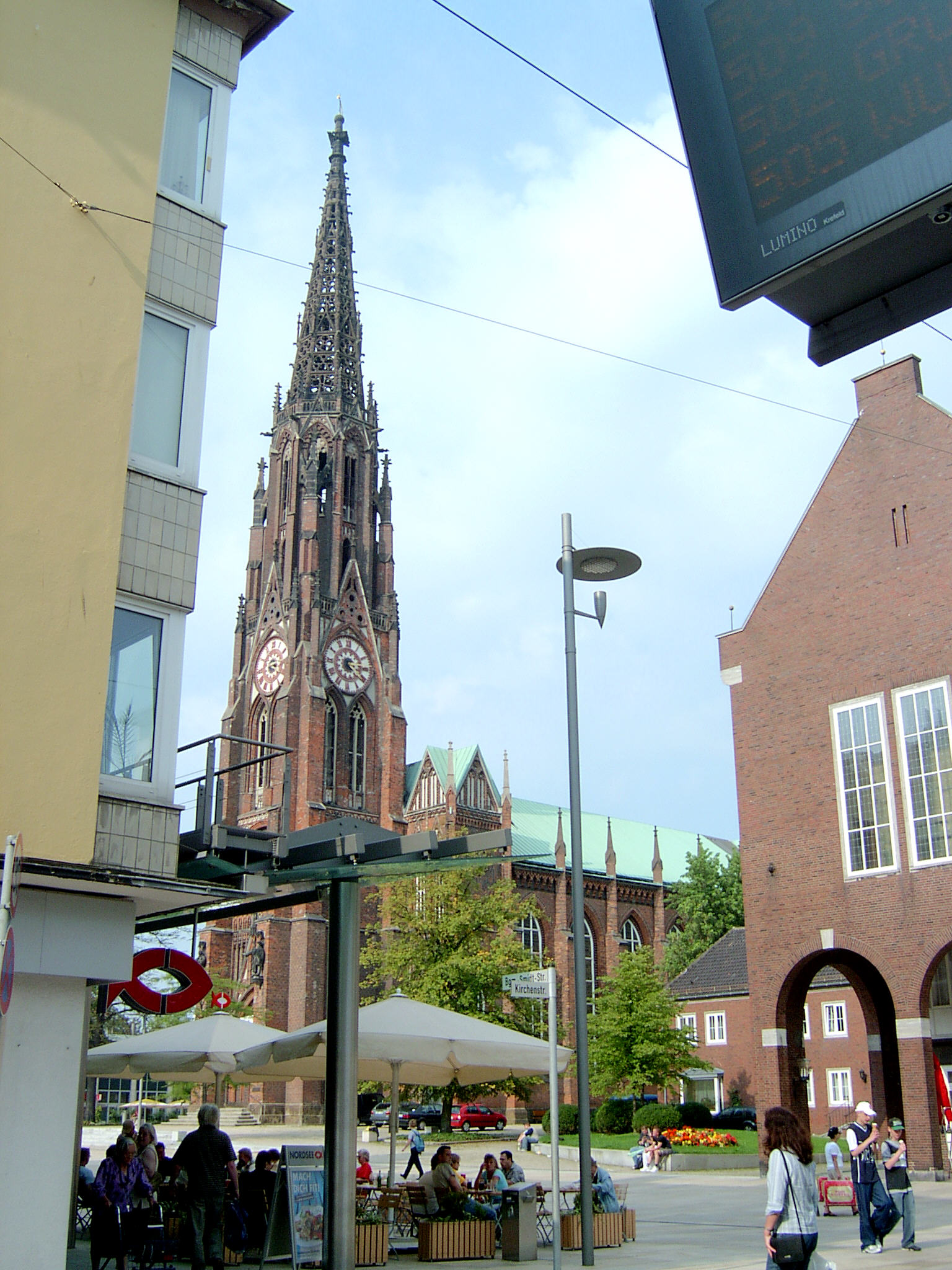
Bürgermeister-Smidt-Gedächtniskirche
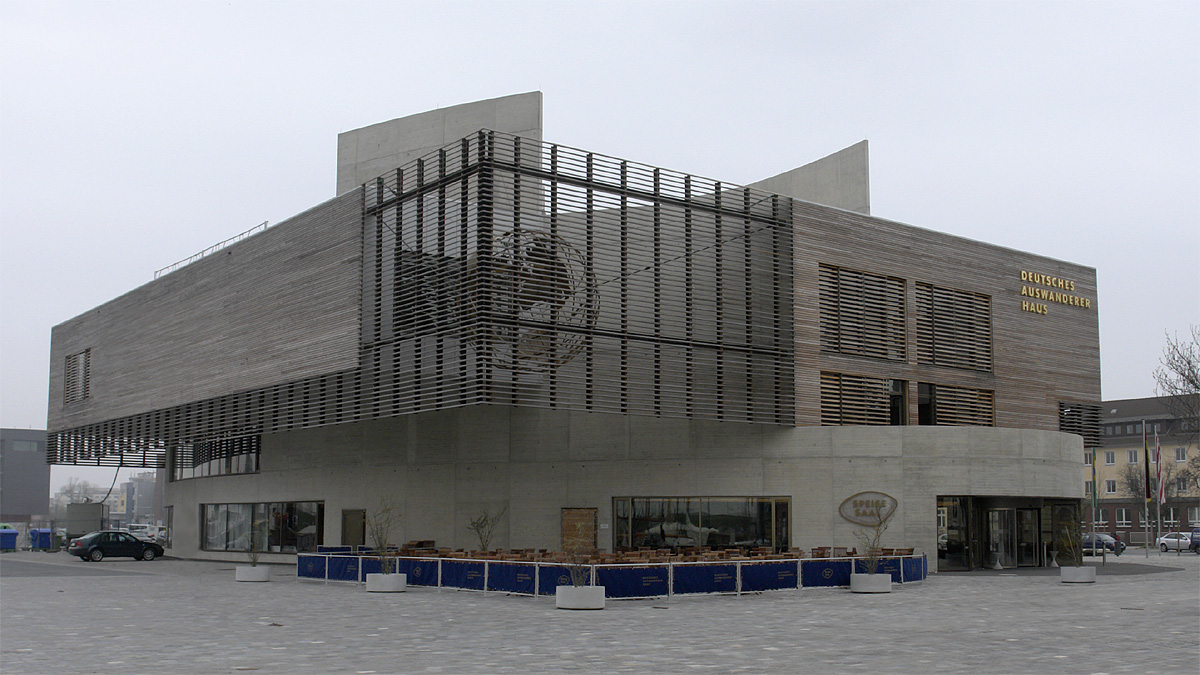
Het Deutsches Auswandererhaus
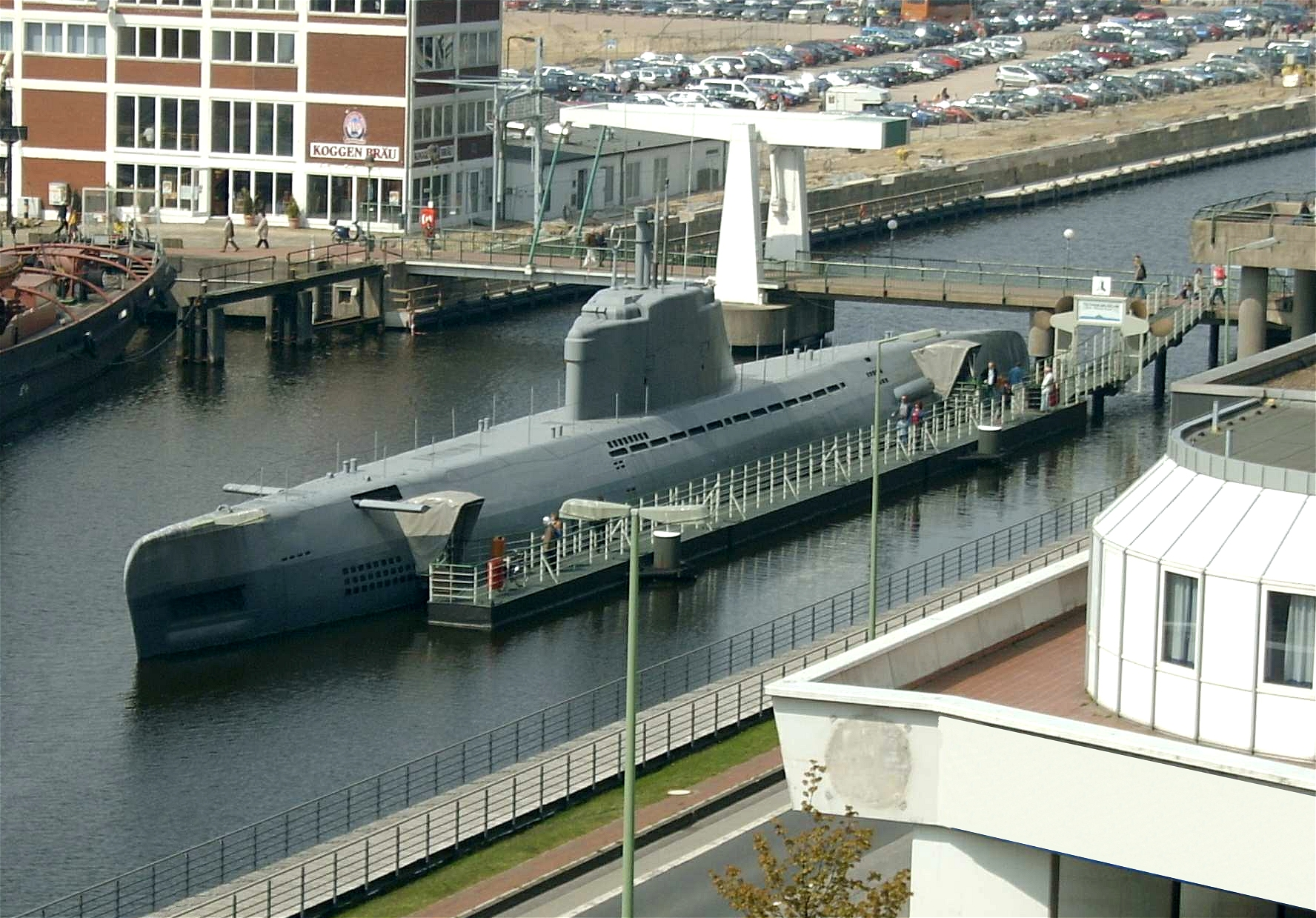
Wilhelm Bauer onderzeeboot
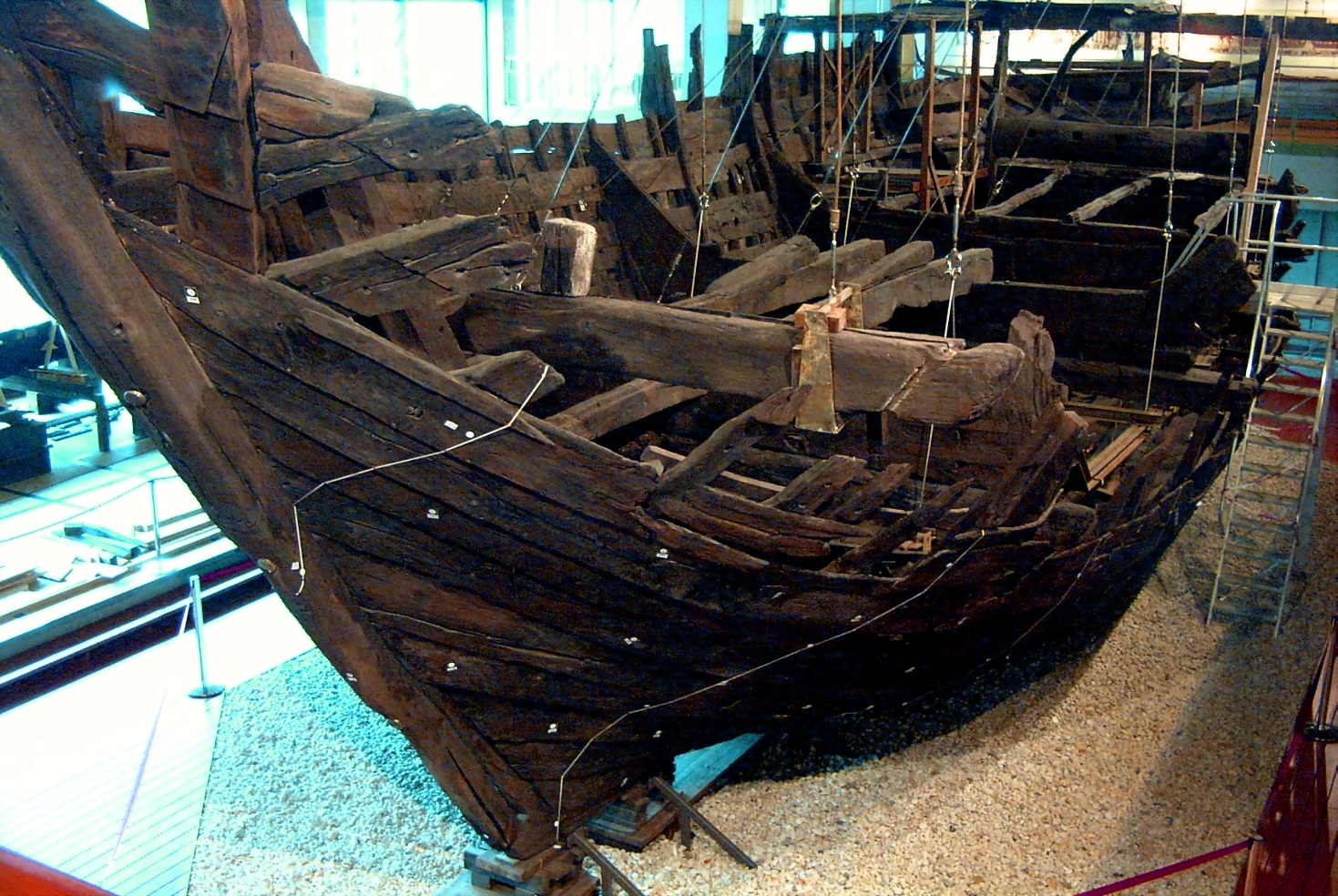
Hanze-kogge uit 1380
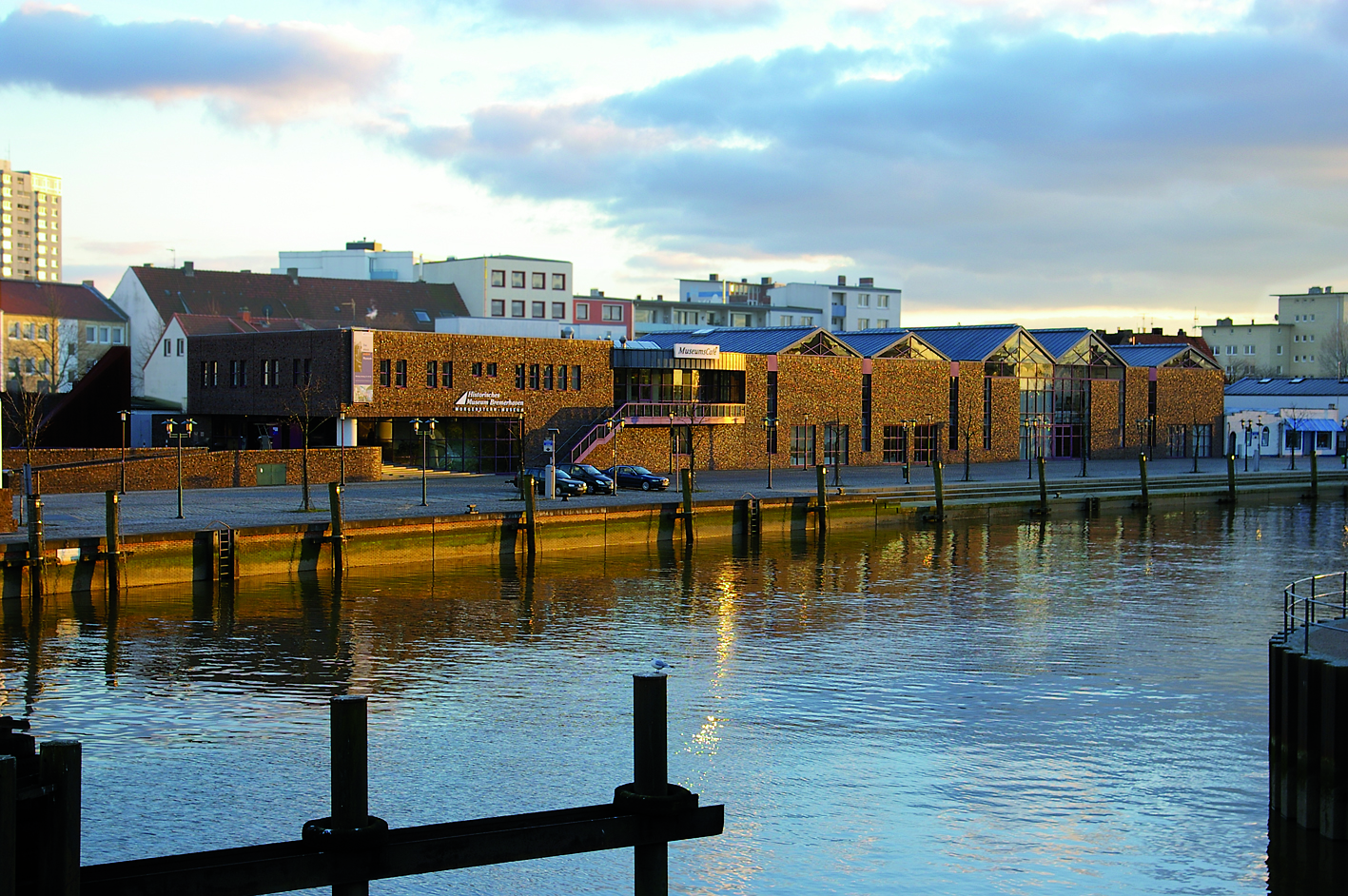
Historisch Museum Bremerhaven
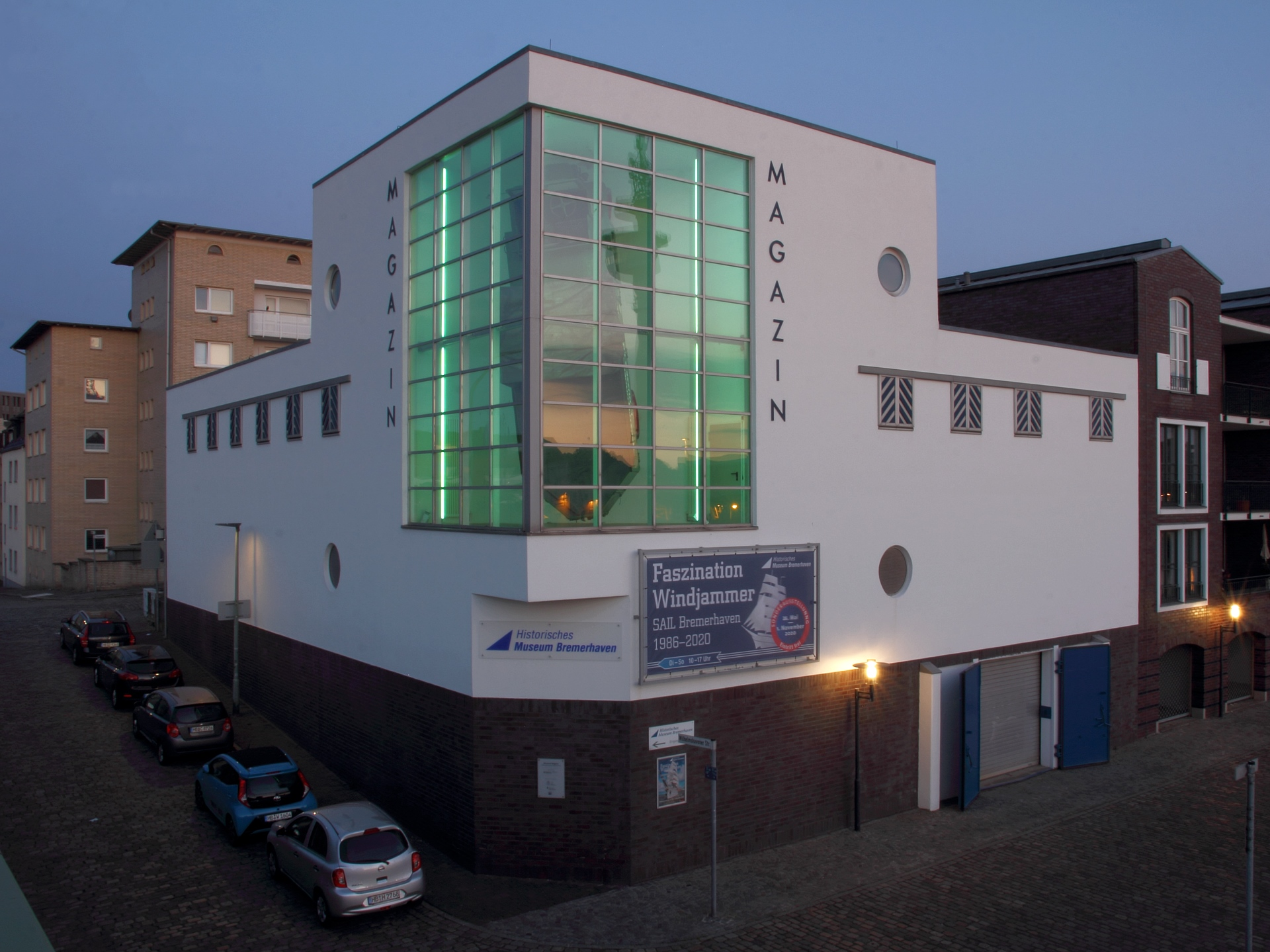
Depot van dit museum
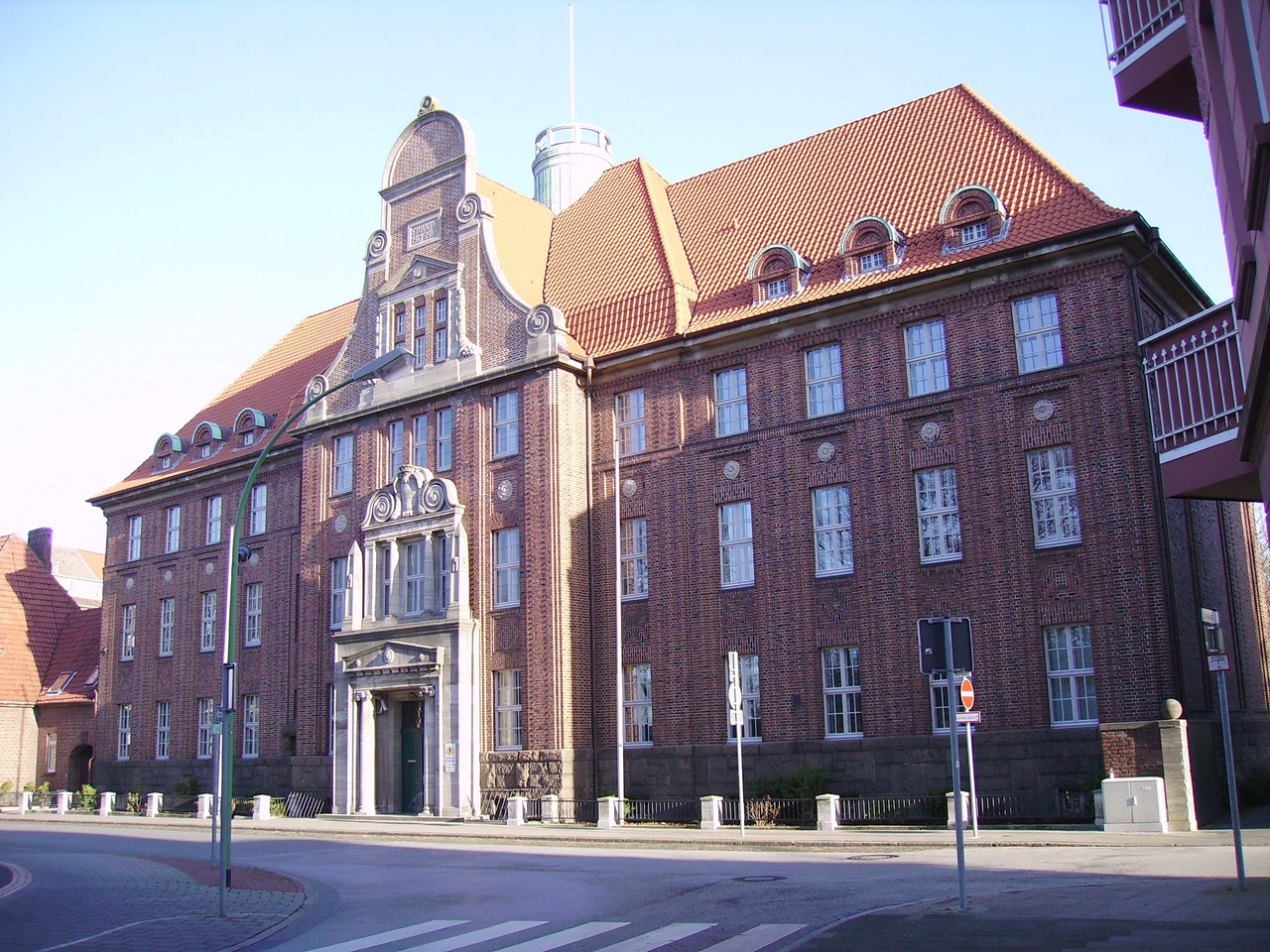
Monumentaal gebouw uit 1916 , zetel van het Amtsgericht
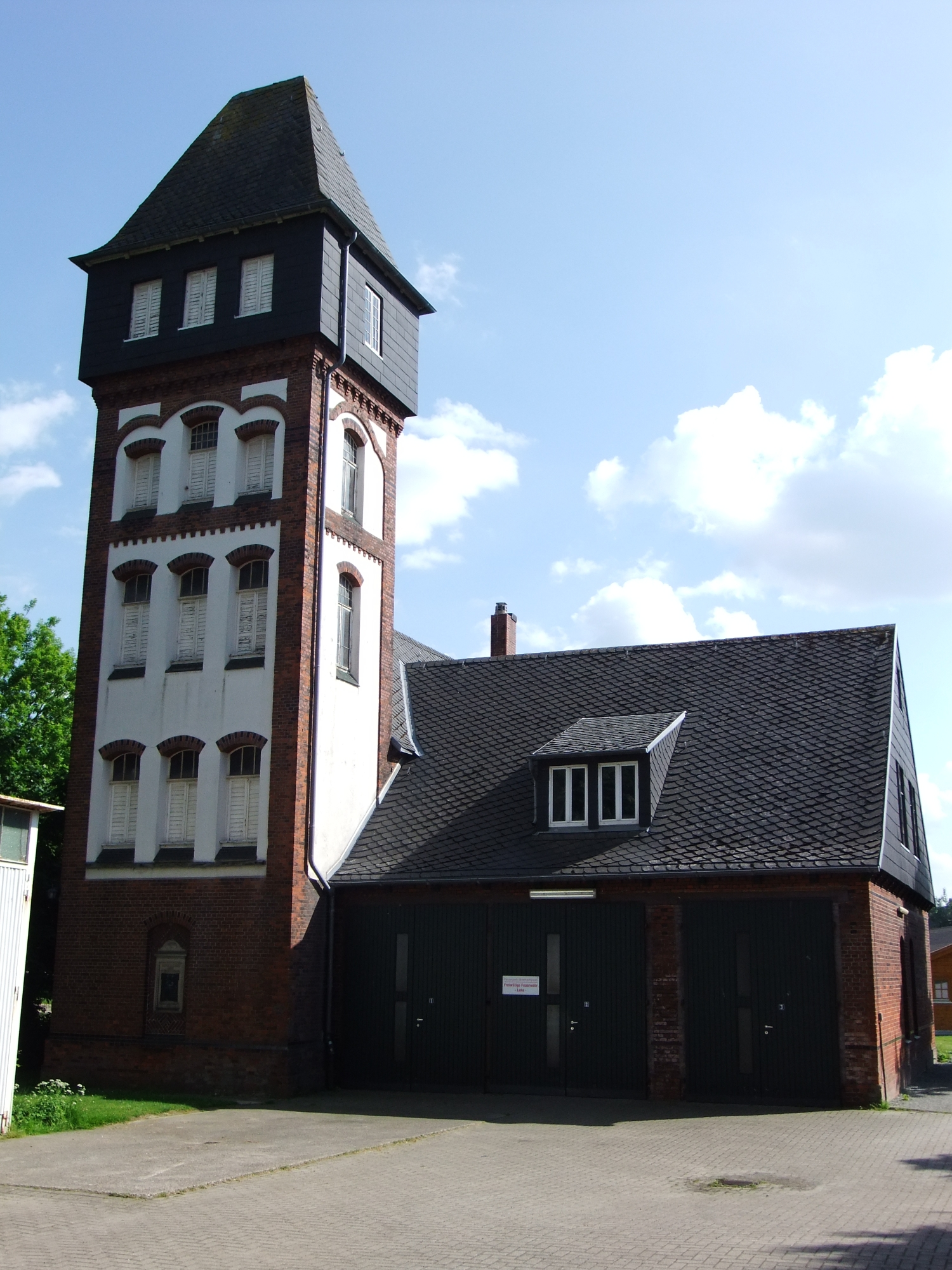
Monumentale brandweerkazerne, Lehe (1903)
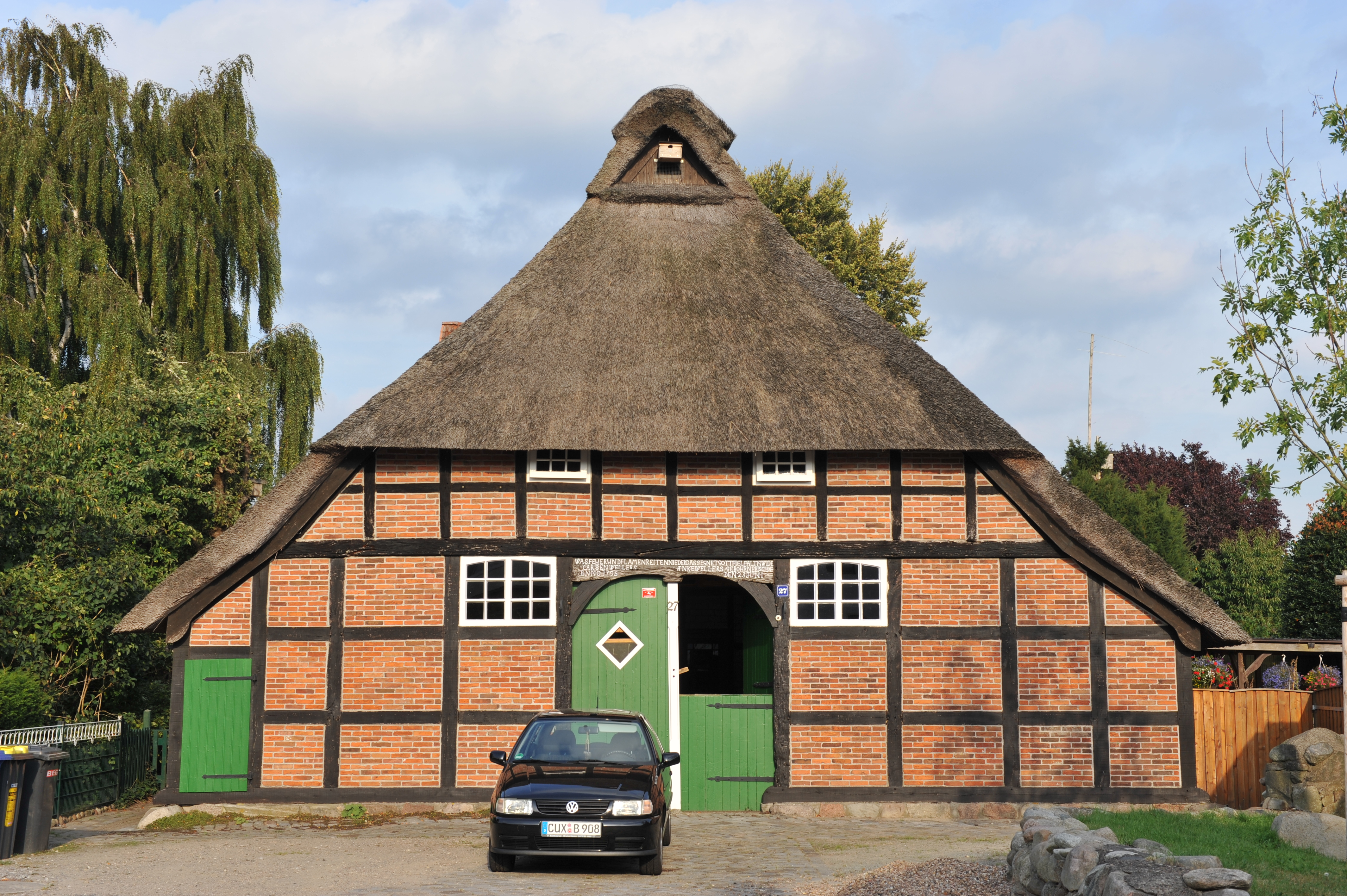
Wulsdorf, vakwerkboerderij uit 1795
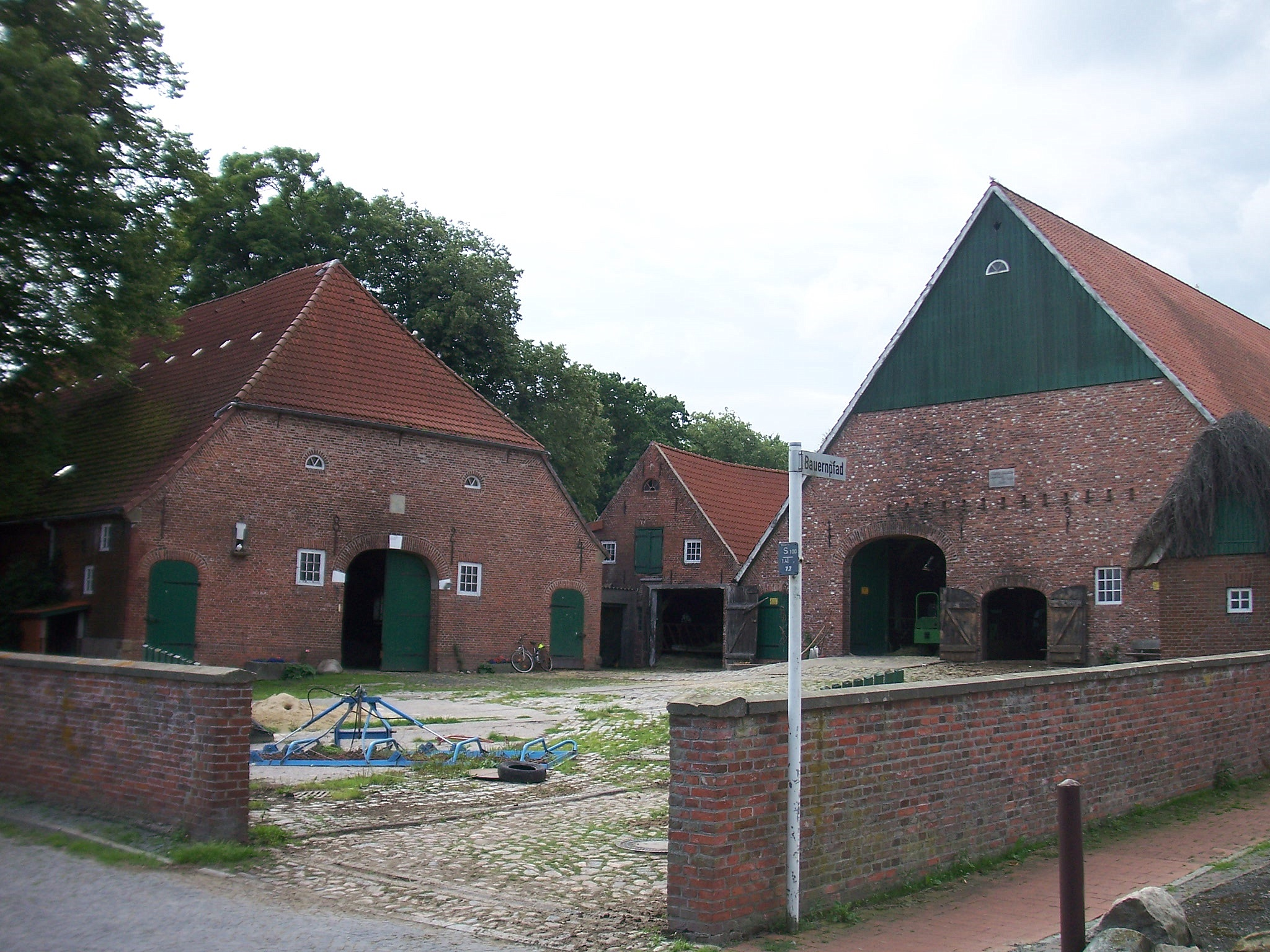
Weddewarden, historische boerderij (Gulfhaus) Hof Sibbern
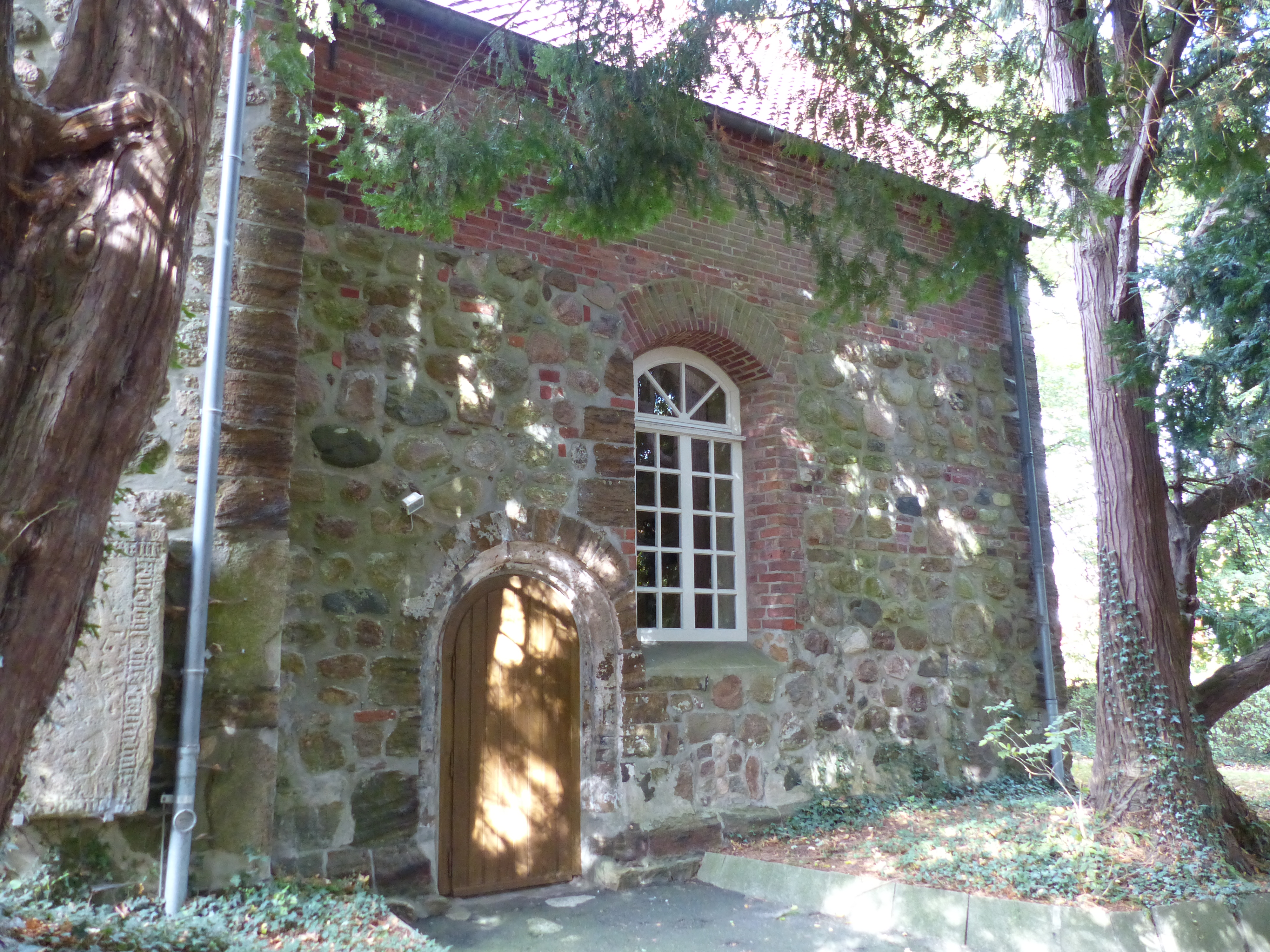
Wulsdorf, evang.-lutherse Dionysiuskerk
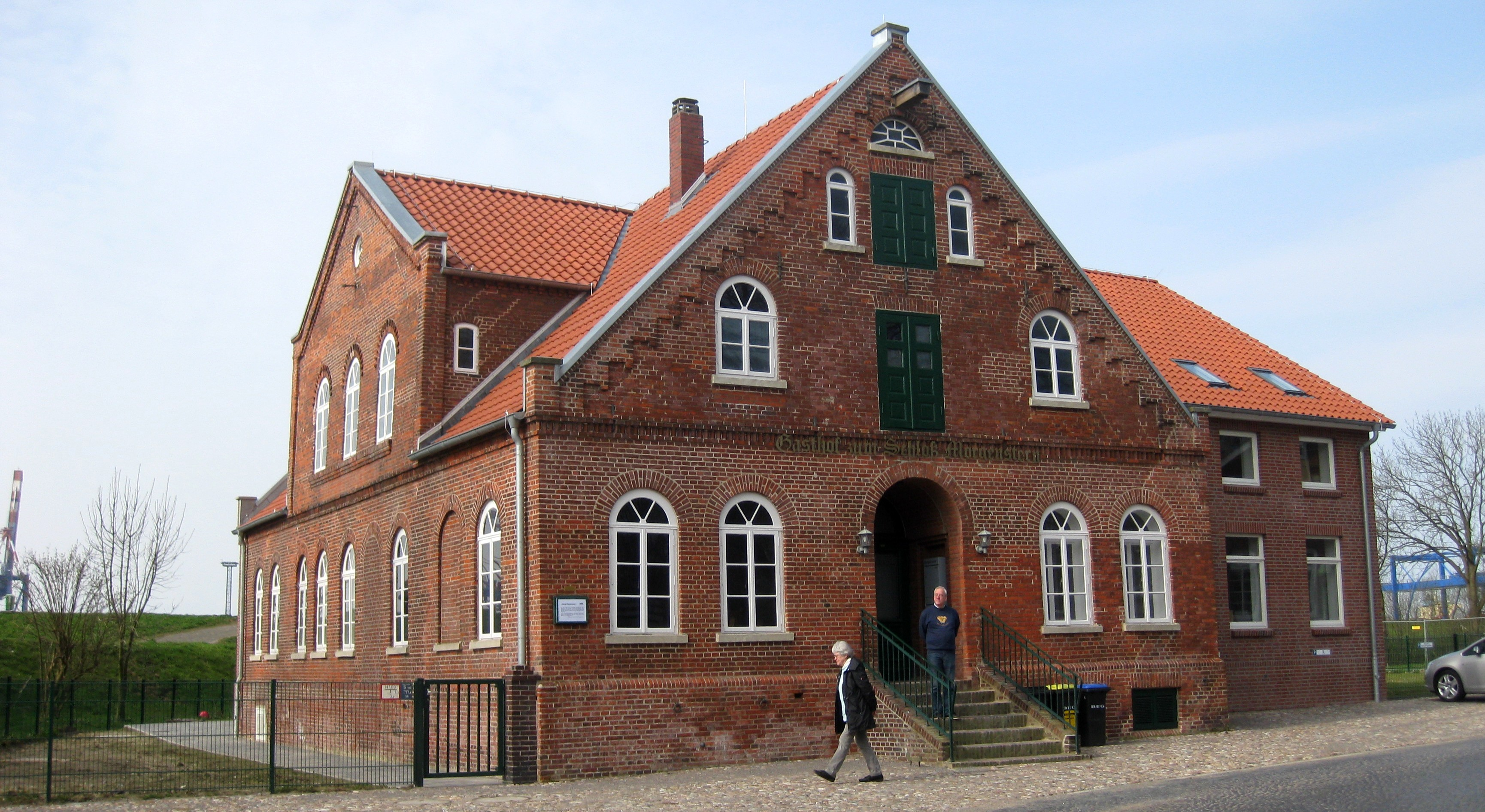
Weddewarden, historische herberg Morgenstern, op de plaats van een voormalige middeleeuwse dwangburcht, tegen Friese aanvallers, met de naam Morgenstern

## Transport
Bremerhaven ligt aan de A27 die van de Noordzeekust bij Cuxhaven via Bremen naar Walsrode verloopt, waar deze aansluit op de A7. De verbinding met de havenstad Hamburg is minder goed met de B 71 als belangrijkste verbinding. De haven van Bremerhaven trekt veel vrachtverkeer aan.
De stad heeft drie treinstations, een in het centrum van de stad en verder een ten noorden en een ten zuiden van dit station. Er zijn geen sneltreindiensten, alleen regionale treinen die de stad verbinden met nabijgelegen steden. De trein speelt een belangrijke rol bij de aan- en afvoer van containers en automobielen. Tot 1982 werd de stad bediend door een tram.

## Geboren
- Friedrich Bellmer (1897-1966), plaatsvervangend chef van de Sicherheitsdienst in Groningen
- Adolf Butenandt (1903-1995), scheikundige en Nobelprijswinnaar (1939)
- Lale Andersen (1905-1972), singer-songwriter
- Tomas Seyler (1974-2024), darter